# Cattedrale di Cotabato
La cattedrale dell'Immacolata Concezione (in filippino: Katedral ng Kalinis-linisang Paglilihi), conosciuta anche come Cattedrale di Cotabato, è una cattedrale cattolica situata a Cotabato, in Bangsamoro, Filippine. La cattedrale è sede dell'arcidiocesi di Cotabato.